# Lotta greco-romana ai Giochi della XVI Olimpiade - Pesi medi
La competizione della categoria pesi medi (fino a 79 kg) di lotta greco-romana dei Giochi della XVI Olimpiade si è svolta dal 3 al 6 dicembre 1956 al Royal Exhibition Building di Melbourne

## Formato
Ad ogni incontro venivano assegnate le seguenti penalità:
- 0 = Al vincitore per schienata
- 1 = Al vincitore per decisione (verdetto di tre giudici)
- 2 = Allo sconfitto per decisione (1:2)
- 3 = Allo sconfitto per decisione (0:3) o schienata

Con cinque penalità o più il lottatore veniva eliminato.
I tre lottatori rimasti disputavano un torneo finale con i risultati acquisiti nel precedenti turni.

## Risultati
| Legenda                                  | Legenda |
| ---------------------------------------- | ------- |
| Lottatore con 5 penalità o più Eliminato |         |

### 1º Turno
Si è disputato il 3 dicembre.
| Vincitore       | Pen. | Risultato | Sconfitto        | Pen. |
| --------------- | ---- | --------- | ---------------- | ---- |
| Viljo Punkari   | 0    | Schienata | William Paterson | 3    |
| Givi K'art'ozia | 1    | 3:0       | Rune Jansson     | 3    |
| György Gurics   | 1    | 2:1       | Jim Peckham      | 2    |
| Hans Sterr      | 0    | Schienata | İsmet Atlı       | 3    |
| Dimitǎr Dobrev  | 0    | Schienata | Branislav Simić  | 3    |

### 2º Turno
Si è disputato il 4 dicembre.
| Vincitore       | Pen. | Risultato | Sconfitto        | Pen. |
| --------------- | ---- | --------- | ---------------- | ---- |
| Rune Jansson    | 3    | Schienata | Viljo Punkari    | 3    |
| Givi K'art'ozia | 1    | Schienata | William Paterson | 6    |
| Jim Peckham     | 3    | 2:1       | Hans Sterr       | 2    |
| György Gurics   | 2    | 3:0       | İsmet Atlı       | 6    |
| Dimitǎr Dobrev  | 0    | Esentato  |                  |      |
|                 |      | Ritirato  | Branislav Simić  | 6    |

### 3º Turno
Si è disputato il 5 dicembre. 
| Vincitore       | Pen. | Risultato | Sconfitto     | Pen. |
| --------------- | ---- | --------- | ------------- | ---- |
| Dimitǎr Dobrev  | 1    | 2:1       | Viljo Punkari | 5    |
| Rune Jansson    | 4    | 2:1       | Jim Peckham   | 5    |
| Givi K'art'ozia | 2    | 3:0       | György Gurics | 5    |
| Hans Sterr      | 2    | Esentato  |               |      |

### 4º Turno
Si è disputato il 6 dicembre. 
| Vincitore       | Pen. | Risultato | Sconfitto      | Pen. |
| --------------- | ---- | --------- | -------------- | ---- |
| Rune Jansson    | 5    | 3:0       | Hans Sterr     | 5    |
| Givi K'art'ozia | 3    | 2:1       | Dimitǎr Dobrev | 3    |

### Turno finale
Si è disputato il  6 dicembre.
| Vincitore       | Pen. | Risultato | Sconfitto      | Pen. |
| --------------- | ---- | --------- | -------------- | ---- |
| Givi K'art'ozia |      | 3:0       | Rune Jansson   |      |
| Givi K'art'ozia |      | 2:1       | Dimitǎr Dobrev |      |
| Dimitǎr Dobrev  |      | 3:0       | Rune Jansson   |      |

1. ↑  Disputato nel 1º turno
2. ↑  Disputato nel 4º turno

## Classifica finale
| Pos.    | Atleta           | Nazione          | V.S. |
| ------- | ---------------- | ---------------- | ---- |
| Oro     | Givi K'art'ozia  | Unione Sovietica | 2:0  |
| Argento | Dimitǎr Dobrev   | Bulgaria         | 1:1  |
| Bronzo  | Rune Jansson     | Svezia           | 0:2  |
| 4       | Hans Sterr       | Germania         |      |
| 5       | György Gurics    | Ungheria         |      |
| 6       | Viljo Punkari    | Finlandia        |      |
| 7       | Jim Peckham      | Stati Uniti      |      |
| 8       | William Paterson | Australia        |      |
| 8       | İsmet Atlı       | Turchia          |      |
| 10      | Branislav Simić  | Jugoslavia       |      |